# Serra Talhada (ort)
Serra Talhada är en ort i Brasilien.   Den ligger i kommunen Serra Talhada och delstaten Pernambuco, i den östra delen av landet, 1 400 km nordost om huvudstaden Brasília. Serra Talhada ligger 436 meter över havet och antalet invånare är 51 203.
Terrängen runt Serra Talhada är kuperad åt nordost, men åt sydväst är den platt. Det finns inga andra samhällen i närheten.
Omgivningarna runt Serra Talhada är huvudsakligen savann. Runt Serra Talhada är det ganska tätbefolkat, med 65 invånare per kvadratkilometer.